# Pokémon Ranger and the Temple of the Sea
Pokémon Ranger and the Temple of the Sea, originalmente lançado no Japão como Pocket Monsters Advanced Generation the Movie: Pokémon Ranger and the Prince of the Sea: Manaphy (劇場版ポケットモンスターアドバンスジェネレーション ポケモンレンジャーと蒼海の王子 マナフィ, Gekijōban Poketto Monsutā Adobansu Jenerēshon Pokemon Renjā to Umi no Ōji Manafi), é o nono filme de animação da franquia Pokémon. Como indicado pelo título, elementos do jogo Pokémon Ranger para Nintendo DS foram usados. Foi lançado nos cinemas japoneses em 16 de julho de 2006. No Brasil, o filme foi exibido em 16 de janeiro de 2009 pelo Cartoon Network.

## Histórico de lançamento
| País           | Data de lançamento         |
| -------------- | -------------------------- |
| Japão          | 15 de julho de 2006        |
| Estados Unidos | 23 de Março de 2007 (TV)   |
| Brasil         | 16 de Janeiro de 2009 (TV) |